# 法國電視三台
法國電視三台（法語：France 3，發音：[fʁɑ̃s tʁwɑ]）是法國的一家電視台、由法國電視台運營，開設於1972年。法國電視三台開播當時是ORTF的第3頻道（La Troisième Chaîne） 。ORTF分割之後，改制為FR3（France Régions 3） ，主要播出針對地方的節目。然而其經營狀況欠佳。後隨著法國電視台的成立，再改制為France 3。法國電視三台是綜合電視台，其強項是地方新聞，因此在法國國內常被認為是「針對地方的頻道」。

## 外部連結
- 官方網站 （页面存档备份，存于）（法文）